# Stenorumia longipennis
Stenorumia longipennis là một loài bướm đêm trong họ Geometridae.